# Rio Saona (Espanha)
O rio Saona, Sahona ou Caude é um rio que escorre por Castilha-a Mancha, Espanha, mais especificamente pela Província de Cuenca Pertence à bacia do rio Guadiana, e é um das principais afluentes do rio Záncara. Não deve ser confundido com o rio Saona (em francês Saône), principal afluente do Ródano.

## Situação geográfica
- Nascimento: Banhos de Saona, termo municipal de Santa María dos Planos, a 714 m de altitude.
- Desembocadura: Rio Záncara, termo municipal de Mota do Corvo, a 666 m de altitude.
- Longitude: 21,44 km
- Localidades que atravessa: Nenhuma
- Afluentes principais: Rio Monreal, Arroio da Cañada do Tovar
- Regime fluvial: De volume muito escasso, nos anos com poucas precipitações costuma estar completamente seco em quase todo seu percurso.

Segundo o Dicionário Etimológico de Julián Aydillo San Martín, o nome de "Saona" significa "lugar de pastos". O rio deve-lhe o nome à Casa de Banhos de Saona, que esteve em funcionamento até finais dos anos 70 e que aproveitavam o manancial onde nasce o rio como água medicinal. Estes banhos tiveram uma grande importância na comarca, sendo durante décadas um lugar ao que iam pessoas de todos os povos de ao redor, sobretudo em verão, para desfrutar de um dia de banho em seus piscinas. No entanto, no final dos 70 e princípios dos 80, devido à diminuição do nível freático, o nascimento de Saona começou a secar-se em verão, com o que a Casa de Banhos se viu obrigada a fechar. Atualmente encontra-se abandonada e em ruínas.
Trata-se de um rio profundamente humanizado desde seu mesmo nascimento (nasce numa piscina), e praticamente é um canal escavado entre cultivos. Conquanto atualmente a vegetação de ribera quase tem desaparecido, antigamente existiam grandes chopeiras e olmedas nas margens do rio.
Ainda que na atualidade tenha passado a ser um rio quase esquecido devido a seu escasso volume e à desecação de seu nascimento, historicamente tem tido certa importância, como o atestam os numerosos moinhos de água (até 7) que teve em seu curto percurso.